# Canton de Kanbalu
Le canton de Kanbalu (birman : ကန့်ဘလူမြို့နယ်) est un canton du district de Kanbalu dans la Région de Sagaing en Birmanie. Le centre administratif et la ville principale est Kanbalu.